# Antoine-François Bourbon
Pour les articles homonymes, voir Bourbon.
Antoine-François Bourbon dit Tony Bourbon, né le 13 septembre 1834 à Lyon, et mort le 26 décembre 1911 à Écully, est un architecte français.

## Biographie
Antoine-François Bourbon étudie à l'École des beaux-arts de Lyon où il suit notamment les cours de Chenavard et à l'école des Beaux Arts de Paris en 1856.

## Réalisations

### Édifices religieux
Bourbon a contribué à la construction de plusieurs édifices religieux :
- Église Sacré-Cœur de Sainte-Anne à Lyon avec Pierre Bossan en 1863 ;
- Église d'Échallon en 1874 ;
- Église de Messimy en 1875, avec Louis-Antoine-Maurice Bresson ;
- Église Saint-Martin d'Oullins en 1878, avec Pierre Bossan ;
- Église de Monsols en 1892, avec Bresson ;
- Église de Saint-Clément-sur-Valsonne en 1892 avec Bresson ;
- Chapelle du couvent des Carmélites d'Écully en 1886 ;
- Église de Saint-Martin-en-Haut en 1889 ;
- Église de Saint-Martin-la-Sauveté en 1878 ;
- Église de Chirassimont en 1889 ;
- Église de Lupé en 1882 ;
- Croix au cimetière d'Oullins.

## Distinctions
- Admis à la société académique d'architecture de Lyon[2] ;
- Chevalier de l'ordre de Saint-Grégoire-le-Grand en 1896[2].